# Chloe Chong
Chloe Chong (27 maart 2007) is een Brits-Canadees autocoureur.

## Carrière

### Karting
Chong begon haar autosportcarrière in het karting in 2013. Zij nam voornamelijk deel aan races in het Verenigd Koninkrijk. Zo werd zij in 2020 zevende in de Rotax Mini Max-klasse van de Kartmasters British Grand Prix. In 2021 nam zij deel aan de Junior-klasse van de Rotax Max Euro Trophy en reed zij ook in de IAME Ladies Cup. In 2022 stapte zij over naar de X30 Junior-categorie en nam hier deel aan de LGM Series en het nationaal kartkampioenschap voor het team van Formule 1-coureur Lando Norris. Dat jaar werd zij ook uitgenodigd om deel te nemen aan de competitie FIA Girls on Track - Rising Stars.

### F1 Academy
In 2023 maakte Chong de overstap naar het formuleracing en debuteerde zij in de F1 Academy, een nieuwe klasse voor vrouwen die door de Formule 1 wordt georganiseerd. Zij reed in dit kampioenschap voor het team Prema Racing. Drie zesde plaatsen op de Red Bull Ring, het Circuit Ricardo Tormo Valencia en het Circuit of the Americas waren haar beste resultaten. Met 25 punten werd zij veertiende in de eindstand.
In 2025 keert Chong terug in de F1 Academy, maar reed zij nu voor Rodin Motorsport.

### Formule 4
In 2024 stapte Chong over naar het Brits Formule 4-kampioenschap, waarin zij voor JHR Developments uitkwam. Een zevende plaats op Donington Park was haar beste race-uitslag. Met 16 punten eindigde zij op plaats 24 in het klassement.